# مارك فورستر
مارك فورستر (بالإنجليزية: Marc Forster)‏ (ولد 30 نوفمبر 1969)، هو منتج أفلام وكاتب سيناريو ألماني.

## النشأة
ولد مارك في إلرتيسن، في ألمانيا الغربية. والديه - دكتور ألماني ومهندس سويسري- إنتقلا إلى سويسرا عندما كان في سنة التاسعة. قضى فترة شبابه في دافوس في منتجع شتوي شرق سويسرا.
إنتقل مارك إلى نيويورك عام 1990، ودرس السينما لمدة ثلاث سنوات في جامعة نيويورك. في عام 1995 إنتقل إلى هوليوود، وصور فيلم منخفض التكلفة يدعى Loungers، ذي الطابع التجريبي الذي بلغت تكلفة إنتاجه عشرة آلاف دولار. حقق الفيلم نجاحًا فنيًّا، وفاز بجائزة الجمهور في مهرجان سلامدانس.

## السيرة
بعد نجاح فيلمه الأول، أخرج أول فيلم روائي طويل له بعنوان (بالإنجليزية: Everything Put Together)‏، عرض الفيلم في مهرجان صاندانس السينمائي، وترشح عن إخراجه لجوائز الروح المستقلة. صعوده لدائرة الأضواء كان في فيلم كرة الوحش (2001)، يقول: «كنت مشاركًا بفلمي الأول في مهرجان سلامدانس عندما التقيت أشخاصًا كتبوا سيناريو كرة الوحش لكن لم يتمكنوا من تنفيذه مدة سنتين. بعد أن شاهدوا فلمي قالوا لي: ها هو نصنا. كم تحتاج في اعتقادك؛ لإنجاز هذا العمل؟.. قلت: ربما ثلاثة ملايين. ثم جاءت شركة الإنتاج، وأجازت لي صنع الفلم بشرط ألا تتجاوز ميزانية العمل المبلغ الذي حدّدته». استطاع فورستر أن يحقق الفيلم ويلفت الأنظار إليه كمخرج صاعد، خصوصًا بعد أن حازت هالي بيري على أوسكار أفضل ممثلة عن دورها في الفيلم كزوجة رجل على طابور الإعدام. شارك في الفيلم أيضا بيلي بوب ثورنتون وهيث ليدجر.
فيلمه التالي كان العثور على أرض الخلود(2004)، المستند على حياة الكاتب المسرحي الأسكتلندي جيمس باري. حصل الفيلم على خمس ترشيحات من جائزة الغولدن غلوب وسبع من جائزة الأكاديمية، منها جائزة الأوسكار لأفضل فيلم. حصل مارك على ترشيحات من البافتا و جائزة نقابة المخرجين الأمريكيين وجائزة غولدن غلوب لأفضل مخرج تقديرا لإخراجه. عن السبب الذي جعله يحقق هذا الفلم، يقول فورستر: «قرأت السيناريو الذي حرّك مشاعري إلى حد البكاء. لقد ذكّرتني القصة بطفولتي في سويسرا. كنت أمارس تلك الألعاب الصغيرة في الغابات، وكنت أرتدي أزياء الهنود الحمر ورعاة البقر. لم يكن لدي الكثير من الأصدقاء، لذلك كانت المخيلة وسيلتي للهروب من الواقع.. هي التي منحتني السعادة والمتعة. قرأت النص وصممت على تنفيذه».
في السنة التالية، أخرج مارك فيلم إثارة من بطولة إيوان مكريغور ونعومي واتس. الفيلم إبقى (2005) أراد به تصوير العالم الواقعي بين النوم واليقظة، الحلم والواقع، الحياة والموت. ثم قدّم في 2006، فيلم أغرب من الخيال، فيلم سيريالي كوميدي رومنسي، بطولة ويل فيرل. حصل الفيلم على نقد إيجابي ، وكسب ويل ترشيح لجائزة غولدن غلوب لأفضل ممثل - فيلم موسيقي أو كوميدي.

## روابط خارجية
- مارك فورستر على موقع IMDb (الإنجليزية)
- مارك فورستر على موقع روتن توميتوز (الإنجليزية)
- مارك فورستر على موقع مونزينجر (الألمانية)
- مارك فورستر على موقع قاعدة بيانات الأفلام العربية
- مارك فورستر على موقع ألو سيني (الفرنسية)
- مارك فورستر على موقع ميوزك برينز (الإنجليزية)
- مارك فورستر على موقع تيرنر كلاسيك موفيز (الإنجليزية)
- مارك فورستر على موقع أول موفي (الإنجليزية)
- مارك فورستر على موقع بوكس أوفيس موجو (الإنجليزية)
- مارك فورستر على موقع قاعدة بيانات الأفلام السويدية (السويدية)